# İstanbul Cup 2007
İstanbul Cup 2007 — тенісний турнір, що проходив на закритих кортах з килимовим покриттям у Стамбулі (Туреччина). Це був третій за ліком Istanbul Cup. Належав до турнірів 3-ї категорії в рамках Туру WTA 2007. Тривав з 21 до 26 травня 2007 року.

## Очки і призові

### Нарахування очок
| Дисципліна       | П   | Ф   | ПФ | ЧФ | 1/8 | 1/16 | Q3  | Q2  | Q1  |
| Одиночний розряд | 140 | 100 | 65 | 35 | 20  | 1    | 5   | 3   | 1   |
| Парний розряд    | 140 | 100 | 65 | 35 | 1   | Н/Д  | Н/Д | Н/Д | Н/Д |

### Призові гроші
| Дисципліна       | П       | Ф       | ПФ     | ЧФ     | 1/8    | 1/16   | Q3   | Q2   | Q1   |
| Одиночний розряд | $28,180 | $15,190 | $8,170 | $4,385 | $2,360 | $1,270 | $680 | $370 | $195 |
| Парний розряд *  | $8,460  | $4,530  | $2,425 | $1,300 | $700   | Н/Д    | Н/Д  | Н/Д  | Н/Д  |

* на пару

## Учасниці

### Сіяні учасниці
| Країна    | Гравчиня             | Рейтинг | Сіяна |
| --------- | -------------------- | ------- | ----- |
| Росія     | Марія Шарапова       | 2       | 1     |
| Росія     | Олена Дементьєва     | 13      | 2     |
| Швейцарія | Патті Шнідер         | 17      | 3     |
| США       | Вінус Вільямс        | 22      | 4     |
| Україна   | Альона Бондаренко    | 28      | 5     |
| Німеччина | Анна-Лена Гренефельд | 40      | 6     |
| Польща    | Агнешка Радванська   | 46      | 7     |
| Індія     | Саня Мірза           | 51      | 8     |

### Інші учасниці
Нижче наведено учасниць, які отримали вайлдкард на участь в основній сітці:
- Пемра Озген
- Іпек Шенолу

Нижче наведено гравчинь, які пробились в основну сітку через стадію кваліфікації:
- Катерина Афіногенова
- Анастасія Севастова
- Катерина Доголевич
- Анна Татішвілі

### Знялись
- Патті Шнідер (розтягнення лівого стегна)
- Араван Резаї (травма лівого коліна)

## Учасниці основної сітки в парному розряді

### Сіяні пари
| Країна            | Гравчиня             | Країна    | Гравчиня             | Рейтинг | Сіяна |
| ----------------- | -------------------- | --------- | -------------------- | ------- | ----- |
| Китайський Тайбей | Чжань Юнжань         | Індія     | Саня Мірза           | 59      | 1     |
| США               | Ваня Кінґ            | Хорватія  | Єлена Костанич-Тошич | 71      | 2     |
| Україна           | Альона Бондаренко    | Україна   | Катерина Бондаренко  | 119     | 3     |
| Німеччина         | Анна-Лена Гренефельд | Туреччина | Іпек Шенолу          | 196     | 4     |

### Інші учасниці
Нижче наведено пари, які отримали вайлдкард на участь в основній сітці:
- Чагла Бююкакчай /  Пемра Озген

### Знялись
- Ваня Кінґ (low back strain)
- Каталіна Кастаньйо (розтягнення лівого стегна)

## Переможниці та фіналістки

### Одиночний розряд
Олена Дементьєва —  Араван Резаї, 7–6(7–5), 3–0 ret.

### Парний розряд
Агнешка Радванська /  Уршуля Радванська —  Чжань Юнжань /  Саня Мірза, 6–1, 6–3